# Combined Antiterrorist Squad
La Combined Antiterrorist Squad, ou Combined Antiterrorist Task Force (CAT ou CATS) (en français : escouade anti-terroriste conjointe) était une escouade regroupant les paliers fédéral, provincial et municipal (Gendarmerie royale du Canada, Sûreté du Québec et police de Montréal). Elle a été mise sur pied en 1964 sous la coordination de l'inspecteur en chef Russell Senécal de la Sûreté municipale de Montréal, en liaison avec l'inspecteur Léonard Melançon de la SQ et le directeur des services de sécurité et de renseignements de la GRC à Montréal, le surintendant Maurice Barrette.

## Résultats
La CAT a démantelé  plusieurs cellules du Front de libération du Québec et l'Armée de libération du Québec (ALQ) (grâce à un concours de circonstances favorable. 

## Impact
Selon le Procureur général de l'époque, l'arrestation des huit jeunes « leaders » de l'ALQ, a été « le coup de mort de la plus importante bande d'agitateurs terroristes et séparatistes ». 
À la suite de ce coup de filet et au sujet de la sympathie suscitée par les prisonniers, René Lévesque déclare que tout changement politique devra se faire « autant que possible sans fusils ni dynamite », ou que « Les fusils et la dynamite ne doivent être utilisés que lorsqu'on ne peut faire autrement » (les versions transcrites diffèrent), ce qui causera une commotion dans le Canada anglais, même s'il avait déclaré dans le même discours que « succomber à la tentation injustifiée de la violence, tuer quelqu'un sans raison, c'est criminel, quel que soit le noble motif invoqué ».   